# Estación Alma
La estación Alma es una estación que da servicio a la línea 1 del sistema de metro de Bruselas, anteriormente conocida como línea 1B. Se localiza en la municipalidad belga de Woluwe-Saint-Lambert / Sint-Lambrechts-Woluwe, dando servicio al campus local de la Universidad Católica de Lovaina; y fue abierta al público el 7 de mayo de 1982.
La estación de término original de la antigua línea 1B estaba en Tomberg, antes de la apertura de la extensión hasta Alma. Entonces, Alma sirvió como estación de término hasta 1988, cuando la línea se extendió aún más hasta Stockel/Stokkel.

## Decoración interior
Al contrario que otras muchas estaciones de metro, Alma no tiene ninguna obra de arte en su interior; sino que es una obra de arte en sí misma. En ella se representa un bosque, siendo las columnas las imitaciones de los árboles, con puntos de luz natural dando claridad y con curvas que sustituyen a los ángulos. Fue creada por Lucien Kroll, y es una de las primeras estaciones de esta red de metro que está totalmente adaptada a personas discapacitadas, dado que no se encuentra bajo tierra.